# Segundo Barrio de Dolores
Segundo Barrio de Dolores är en ort i Mexiko.   Den ligger i kommunen El Marqués och delstaten Querétaro Arteaga, i den centrala delen av landet, 180 km nordväst om huvudstaden Mexico City. Segundo Barrio de Dolores ligger 1 977 meter över havet och antalet invånare är 667.
Terrängen runt Segundo Barrio de Dolores är kuperad västerut, men österut är den platt. Runt Segundo Barrio de Dolores är det ganska tätbefolkat, med 149 invånare per kvadratkilometer. Närmaste större samhälle är Santiago de Querétaro, 7,4 km väster om Segundo Barrio de Dolores. Omgivningarna runt Segundo Barrio de Dolores är en mosaik av jordbruksmark och naturlig växtlighet.